# Ablaberoides crassus
Ablaberoides crassus är en skalbaggsart som beskrevs av Fahraeus 1857. Ablaberoides crassus ingår i släktet Ablaberoides och familjen Melolonthidae. Inga underarter finns listade i Catalogue of Life.